# Chambolle-Musigny
Pour le vin homonyme, voir Chambolle-musigny.
Chambolle-Musigny est une commune française située dans le département de la Côte-d'Or, en région Bourgogne-Franche-Comté.
Ses habitants sont appelés les Chambollois.

## Géographie
Ce village viticole, situé sur la route des Grands Crus longeant la côte de Nuits, jouit d'une réputation mondiale de prestige grâce à ses vins de Bourgogne de grand cru dont le plus célèbre est le musigny, suivi du bonnes-mares situé pour partie sur la commune voisine de Morey-Saint-Denis.

### Climat
Pour des articles plus généraux, voir Climat de la Bourgogne-Franche-Comté et Climat de la Côte-d'Or.
En 2010, le climat de la commune est de type climat océanique dégradé des plaines du Centre et du Nord, selon une étude du Centre national de la recherche scientifique s'appuyant sur une série de données couvrant la période 1971-2000. En 2020, Météo-France publie une typologie des climats de la France métropolitaine dans laquelle la commune est exposée à un climat océanique altéré et est dans la région climatique  Bourgogne, vallée de la Saône, caractérisée par un bon ensoleillement (1 900 h/an), un été chaud (18,5 °C), un air sec au printemps et en été et des vents faibles.
Pour la période 1971-2000, la température annuelle moyenne est de 10,9 °C, avec une amplitude thermique annuelle de 17,8 °C. Le cumul annuel moyen de précipitations est de 783 mm, avec 11,9 jours de précipitations en janvier et 7,4 jours en juillet. Pour la période 1991-2020, la température moyenne annuelle observée sur la station météorologique de Météo-France la plus proche, « Marsannay la Cote », sur la commune de Marsannay-la-Côte à 10 km à vol d'oiseau, est de 11,7 °C et le cumul annuel moyen de précipitations est de 803,0 mm,. Pour l'avenir, les paramètres climatiques de la commune estimés pour 2050 selon différents scénarios d'émission de gaz à effet de serre sont consultables sur un site dédié publié par Météo-France en novembre 2022.

## Urbanisme

### Typologie
Au 1er janvier 2024, Chambolle-Musigny est catégorisée commune rurale à habitat dispersé, selon la nouvelle grille communale de densité à 7 niveaux définie par l'Insee en 2022.
Elle est située hors unité urbaine. Par ailleurs la commune fait partie de l'aire d'attraction de Dijon, dont elle est une commune de la couronne,. Cette aire, qui regroupe 333 communes, est catégorisée dans les aires de 200 000 à moins de 700 000 habitants,.

### Occupation des sols
L'occupation des sols de la commune, telle qu'elle ressort de la base de données européenne d’occupation biophysique des sols Corine Land Cover (CLC), est marquée par l'importance des forêts et milieux semi-naturels (57,2 % en 2018), une proportion identique à celle de 1990 (57,2 %). La répartition détaillée en 2018 est la suivante : forêts (42,7 %), cultures permanentes (24,8 %), milieux à végétation arbustive et/ou herbacée (14,5 %), zones agricoles hétérogènes (8,1 %), terres arables (6,6 %), zones urbanisées (3,5 %). L'évolution de l’occupation des sols de la commune et de ses infrastructures peut être observée sur les différentes représentations cartographiques du territoire : la carte de Cassini (XVIIIe siècle), la carte d'état-major (1820-1866) et les cartes ou photos aériennes de l'IGN pour la période actuelle (1950 à aujourd'hui).

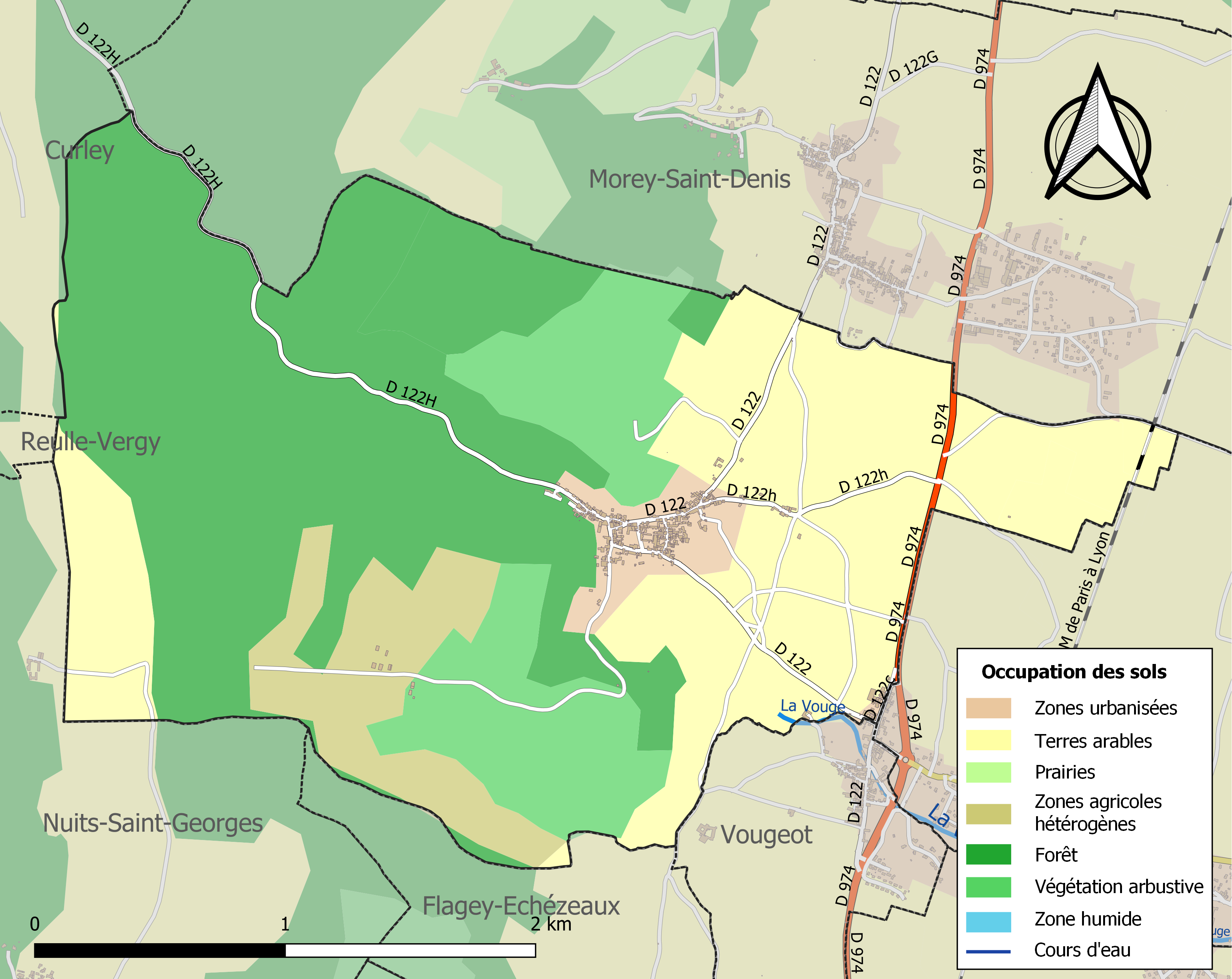
Carte des infrastructures et de l'occupation des sols de la commune en 2018 (CLC).

## Toponymie
Chambolle devint Chambolle-Musigny.

Afin de faire profiter la commune de la renommée du cru élevé sur son territoire, le conseil municipal a demandé et obtenu l'adjonction du cru célèbre.
Chambolles : diminutif péjoratif du gaulois cambo (« courbe (d'une rivière) »).

Musigny : nom propre latin Musinius + acum.

## Histoire
1938 : Chambolle-Musigny est la première commune de Bourgogne à accueillir la Saint-Vincent tournante (seuls cinq villages sont représentés). Il s'agit alors de faire revivre les traditions folkloriques autour de la Saint-Vincent, événement annuel autour duquel les vignerons célèbrent leur saint patron (les quatre-cinquièmes des communes de Bourgogne avaient, à cette époque, oublié ces traditions).

## Politique et administration
| Période                                  | Période  | Identité                                                                          | Étiquette | Qualité |
| ---------------------------------------- | -------- | --------------------------------------------------------------------------------- | --------- | --- |
|                                          |          | Ferdinand Marey-Monge (13 août 1803 - Nuits-Saint-Georges † 30 août 1869 - Dijon) |           | Président de la société de secours mutuels de Chambolle Conseiller général de la Côte-d'Or Chevalier de la Légion d'honneur                                                  |
| 1953                                     | 1959     | Arsène Amiot (18 décembre 1895 - Chambolle-Musigny † 9 juin 1965 - Dijon)         |           | Propriétaire viticulteur Conseiller municipal de 1925 à 1959 Adjoint au maire de 1948 à 1953 Conseiller général de la Côte-d'Or de 1961 à 1965 (canton de Gevrey-Chambertin) |
| 1959                                     | 1965     | Alain Roumier                                                                     |           | |
| vers 1970                                |          | Pierre Julien                                                                     |           | |
| avant 1981                               |          | Jacques Roumier                                                                   |           | |
| 2001                                     | 2014     | Régis Baudrion                                                                    |           | |
| 2014                                     | en cours | François Marquet                                                                  |           | |
| Les données manquantes sont à compléter. |          |                                                                                   |           | |

## Démographie
L'évolution du nombre d'habitants est connue à travers les recensements de la population effectués dans la commune depuis 1793. Pour les communes de moins de 10 000 habitants, une enquête de recensement portant sur toute la population est réalisée tous les cinq ans, les populations de référence des années intermédiaires étant quant à elles estimées par interpolation ou extrapolation. Pour la commune, le premier recensement exhaustif entrant dans le cadre du nouveau dispositif a été réalisé en 2006.

En 2022, la commune comptait 268 habitants, en évolution de −9,46 % par rapport à 2016 (Côte-d'Or : +0,82 %, France hors Mayotte : +2,11 %).
| 1793 | 1800 | 1806 | 1821 | 1831 | 1836 | 1841 | 1846 | 1851 |
| ---- | ---- | ---- | ---- | ---- | ---- | ---- | ---- | ---- |
| 545  | 551  | 509  | 526  | 493  | 434  | 413  | 427  | 480  |

| 1856 | 1861 | 1866 | 1872 | 1876 | 1881 | 1886 | 1891 | 1896 |
| ---- | ---- | ---- | ---- | ---- | ---- | ---- | ---- | ---- |
| 445  | 454  | 508  | 505  | 466  | 499  | 500  | 475  | 465  |

| 1901 | 1906 | 1911 | 1921 | 1926 | 1931 | 1936 | 1946 | 1954 |
| ---- | ---- | ---- | ---- | ---- | ---- | ---- | ---- | ---- |
| 486  | 471  | 467  | 411  | 407  | 445  | 433  | 448  | 474  |

| 1962 | 1968 | 1975 | 1982 | 1990 | 1999 | 2006 | 2011 | 2016 |
| ---- | ---- | ---- | ---- | ---- | ---- | ---- | ---- | ---- |
| 444  | 455  | 403  | 364  | 355  | 313  | 308  | 310  | 296  |

| 2021 | 2022 | - | - | - | - | - | - | - |
| ---- | ---- | - | - | - | - | - | - | - |
| 276  | 268  | - | - | - | - | - | - | - |

## Lieux et monuments
Chambolle-Musigny possède vraiment un magnifique bâtiment ancien, le château de La Tour que le propriétaire actuel, vigneron, fait cependant appeler de ses nom et prénom.
L'église Sainte-Barbe-et-Saint-Sébastien est classée aux monuments historiques.

## Protection de l'environnement
La côte et les combes sont classés dans la Zone naturelle d'intérêt écologique, faunistique et floristique de type I de la Côte dijonnaise et font partie du site Natura 2000 de l'Arrière côte de Dijon et de Beaune.

## Personnalités liées à la commune
La pilote de chasse Caroline Aigle (1974-2007) est inhumée dans le cimetière de la commune, où une rue porte également son nom.

## Héraldique
| Blason de Chambolle-Musigny | Blason  | De sinople à trois bandes ondées d'argent, à la tour de gueules, fermée et ajourée d'or, maçonnée de sable, brochant sur le tout. |
| Blason de Chambolle-Musigny | Détails | Le statut officiel du blason reste à déterminer.                                                                                  |

## Jumelages
- Schwabenheim-an-der-Selz (Allemagne) dans la région vinicole de Hesse-rhénane.
- Sonoma (États-Unis) en Californie.

## Vins, œnologie
Le vignoble de Chambolle-Musigny produit des vins AOC qui bénéficient de deux appellations grand cru et de 24 premier cru.
De même, cette commune viticole est située sur les aires d'appellations : AOC Bourgogne aligoté, AOC Bourgogne, AOC Bourgogne Passe-tout-grains, AOC Coteaux Bourguignons, AOC Crémant de Bourgogne et AOC Bourgogne mousseux.